# Benemerenza delle arti
La medaglia ai benemeriti delle arti è stata istituita dal Governo italiano con la legge n. 975 del 1939, modificata con la legge n. 844 del 1940, ed era destinata «alle persone e agli enti che, con opere di riconosciuto valore, con segnalati servigi e con cospicue elargizioni, abbiano acquistato titoli di particolare benemerenza...nella diffusione ed elevazione della cultura e dell'educazione nazionale;».
Il riconoscimento consisteva in un diploma di benemerenza di prima, seconda o terza classe che autorizzava il premiato a fregiarsi, rispettivamente della medaglia d'oro, argento o bronzo.
Con la stessa legge furono istituite anche la benemerenza della pubblica istruzione e la stella al merito della scuola.
Con la legge n. 1093 del 1950 il riconoscimento è stato abolito e sostituito dalla medaglia ai benemeriti della scuola, della cultura e dell'arte.

## Conferimento
Il conferimento avveniva con regio decreto, su proposta del ministro per l'educazione nazionale.
L'esame dei titoli delle persone proposte per il conferimento e la scelta di quelle ritenute meritevoli era effettuata da una commissione, nominata e presieduta dal ministro per l'educazione nazionale e così costituita: 
- il sottosegretario di Stato per l'educazione nazionale, che la presiede in caso di assenza o di impedimento del Ministro[2];
- i direttori generali del Ministero;
- un rappresentante del Partito Nazionale Fascista;
- un rappresentante della Reale Accademia d'Italia;
- il vicepresidente del Consiglio nazionale dell'educazione, delle scienze e delle arti;
- i fiduciari nazionali delle sezioni dell'Associazione fascista della scuola;
- un rappresentante dell'Ente nazionale per l'insegnamento medio;
- un rappresentante del Sindacato nazionale fascista insegnanti privati;
- due membri scelti tra gli insigniti del diploma di benemerenza di prima classe dell'educazione nazionale e dell'istruzione popolare;
- aggiunti successivamente, due membri scelti tra gli insigniti del diploma di prima classe dei benemeriti delle arti e i decorati della stella d'oro al merito della scuola.

Il regolamento per il conferimento delle benemerenze fu approvato con regio decreto del 1940

## Insegne
Medaglia d'oro, d'argento o di bronzo, del diametro di trentadue millimetri, avente:
sul rectol'effigie del re Vittorio Emanuele III;
sul versol'aquila romana ad ali aperte reggente il fascio littorio in posizione orizzontale e circondato da una corona di quercia e dalla leggenda «Ai benemeriti delle arti».
Le medaglie andavano portate dalla parte sinistra del petto, appese ad un nastro di seta dai colori nazionali della larghezza di trentadue millimetri, bordato ai lati da una banda nera larga quattro millimetri.
Con l'articolo 10 della legge istitutiva l'oro della relativa medaglia è stato sostituito con altro metallo dorato.